# Gottfried W. Ehrenstein
Gottfried Wilhelm Ehrenstein (* 4. Oktober 1937 in Danzig; † 25. September 2021) war Professor für Kunststofftechnik.

## Leben
Ehrenstein studierte allgemeinen Maschinenbau an der TH Hannover und wurde bei Alexander Matting promoviert. Danach arbeitete er zehn Jahre in der Anwendungstechnik Thermoplaste bei der BASF. Gleichzeitig war er als Lehrbeauftragter an der Universität Karlsruhe tätig.
Nach der Habilitation 1976 folgte er 1977 dem Ruf an den Lehrstuhl für Werkstoffkunde/Kunststoffe der Uni-GH Kassel. Von 1987 bis 1992 leitete er nebenamtlich das Süddeutsche Kunststoff-Zentrum (SKZ) in Würzburg. 1989 übernahm er den neu gegründeten Lehrstuhl für Kunststofftechnik (LKT) an der Universität Erlangen-Nürnberg. Die dortige Forschung konzentrierte er u. a. auf die Themenfelder Thermoplastverarbeitung, Verbundwerkstoffe, Konstruktion, Verbindungstechnik und Tribologie. Er publiziert insbesondere auf dem Gebiet der Werkstofftechnik der Kunststoffe und der kunststoffgerechten Konstruktion.
Ehrenstein wurde am 31. März 2006 emeritiert. Zu seinem Nachfolger wurde mit Wirkung zum 1. April 2006 Ernst Schmachtenberg berufen. Gründer des Wissenschaftlichen Arbeitskreises Kunststofftechnik (WAK).

## Ehrenmandate und Auszeichnungen
- 1992 Honorarprofessor des Chemischen Instituts der Universität Qingdao, China
- 1996 Ehrendoktor der TU Budapest
- 2006 Georg-Menges-Preis
- 2008 Ehrenmitglied der "Akademie Mitteldeutsche Kunststoffinnovationen – AMK"[3][4]

## Werke (Auswahl)
als Autor
- mit Sonja Pongratz: Beständigkeit von Kunststoffen. Hanser Verlag, München 2008, ISBN 978-3-446-21851-2.
  - Englische Ausgabe: Resistance and stability of polymers. Hanser Verlag, München, 2013, ISBN 978-3-446-41645-1.
- Kunststoff-Schadensanalyse. Methoden und Verfahren. Hanser Verlag, München 1992, ISBN 3-446-17329-3.
- Mit Kunststoffen konstruieren. Eine Einführung. Hanser Verlag, Hanser, München 1995, ISBN 3-446-18347-7.
- Polymer-Werkstoffe. Struktur – Eigenschaften – Anwendung. 3. Auflage. Hanser Verlag, München 2011, ISBN 978-3-446-42283-4. (deutsch, englisch, französisch, chinesisch und polnisch; zugl. Habilitationsschrift, Universität Karlsruhe)
- mit Lothar Engel, Hermann Klingele und Helmut Schaper: SEM of Plastics Failure. (dt. REM von Kunststoffschäden), Hanser Verlag, München 2011, ISBN 978-3-446-42242-1.
- mit Gabriela Riedel und Pia Trawiel: Praxis der thermischen Analyse von Kunststoffen. 2. Auflage. Hanser Verlag, München 2003, ISBN 3-446-22340-1. (auch in englischer Übersetzung)
- Faserverbund-Kunststoffe. Werkstoffe – Verarbeitung – Eigenschaften. 2. Auflage. Hanser Verlag, München 2006, ISBN 3-446-22716-4. (tschechisch Scientia, Praha 2009)
- Kunststoff-Schadensanalyse: in 5 Bänden. Hanser Verlag, München 2020, ISBN 978-3-446-46760-6.

als Herausgeber
zahlreiche Tagungsbände des „Wissenschaftlichen Arbeitskreises Kunststofftechnik“ (WAK) und der Dissertationsbank ebenda.
- Handbuch Kunststoff-Verbindungstechnik. Hanser Verlag, München 2004, ISBN 3-446-22668-0.
- Kunststoffgebundene Dauermagnete. Werkstoffe, Fertigungsverfahren und Eigenschaften. Springer-VDI, Düsseldorf 2004, ISBN 3-935065-16-7.
- Strahlenvernetzte Kunststoffe. Verarbeitung, Eigenschaften, Anwendung. Springer-VDI, Düsseldorf 2006, ISBN 3-935065-30-2.